# Nollning i Sverige
Nollning, inspark eller mottagning är beteckningar för initieringsriter för nya studerande vid en skola, anordnade av äldre studenter. Syftet är att snabbt få de nyantagna studenterna att lära känna varandra och ge dem en positiv inledning på sina studier. Nollning har en lång[sedan när?] tradition främst på Sveriges högskolor och universitet, men nu förekommer det även på gymnasier.
Ordet "nollning" kommer från att de som börjar en högskole-/universitetsutbildning har noll högskolepoäng och deltagarna kallas då ofta för "nollor". På senare tid har gymnasieelever tagit efter traditionen. Efter ett antal händelser och utförda aktiviteter anses nollan ha blivit fullgod etta. Oftast finns det en särskild kommitté av äldre elever som ansvarar för planering och säkerhet för nollningsaktiviteterna på en läroanstalt eller ett utbildningsprogram.
Ordet nollning har fått en negativ klang på grund av urartade incidenter på både högskole- och gymnasienivå, där nya studenter blivit kränkta eller utsatta för sådant som kan ses som misshandel utfört av äldre elever. Flera skolor har börjat använda andra namn på nollningen för att skapa en mer positiv klang.

## Gymnasieskolor
På främst de tekniska gymnasierna har det länge[sedan när?] funnits en tradition av nollning; på senare tid[när?] har traditionen spridits till fler gymnasieskolor. Gymnasienollning sker på vissa skolor utan skolledningens godkännande, utanför skoltid och av äldre elever.

## Grundskolor
På grundskolans tidigare högstadium i Sverige har det förekommit att niondeklassarna nollar sjundeklassarna.

## Nolledans
Nolledans är i grunden koordinerade kroppsrörelser, ofta rytmiska och till musik. Varje rörelse innehar möjligheten att vara en dans. Hos många studenter har dansen varit en viktig beståndsdel i studentlivet. I modern tid förekommer nolledans dels som konstprestation, dels som sällskapsnöje i många växlande former.
Nolledans är ett fenomen som uppkom under första nollningen år 1964. Nolledansen antas ha uppkommit för att det innan detta saknades en rit att introducera nya studenter till studentlivet, detta under nollningen, samt för att då förena äldre studenter med de nya studenterna ("nollorna").